# التجارة الإسكتلندية في أوائل العصر الحديث
تشمل التجارة الاسكتلندية في أوائل العصر الحديث جميع أشكال التبادل الاقتصادي داخل اسكتلندا وبين الريف والمراكز الواقعة خارج حدودها، في الفترة بين أوائل القرن السادس عشر وأواسط القرن الثامن عشر. تتوافق هذه الفترة تقريبًا مع مستهل العصر الحديث، بدءًا من عصر النهضة والإصلاح وانتهاءً بأخر انتفاضات اليعاقبة وبداية الثورة الصناعية.
في بداية هذه الفترة كانت اسكتلندا تندرج تحت قائمة البلدان الفقيرة نسبيًا، في ظل تضاريس صعبة وشح في وسائل النقل. مترافقة بحركة تجارية ضعيفة بين مناطق مختلفة من البلاد وكانت معظم المستوطنات تعتمد على ما يُنتج محليًا. اتبعت التجارة الدولية طريقة العصور الوسطى، بتصدير المواد الخام واستيراد السلع الفاخرة والمواد الخام النادرة. شهد مطلع القرن السادس عشر ازدهارًا اقتصاديًا من مستوى متدنِ وذلك قبل الغزوات الإنجليزية لاسكتلندا في أربعينيات القرن السادس عشر. أما أواخر القرن السادس عشر فقد شهدت ضائقة اقتصادية وتضخمًا ومجاعة، إلا أنها شهدت أيضًا قدرًا أكبر من الاستقرار وبدايات الإنتاج الصناعي بالتوازي مع استيراد تقنيات جديدة إلى البلاد. أما الفترة الواقعة ما بين أوائل القرن السابع عشر وحتى نهاية الثلاثينيات منه، فقد شهدت ازدهارًا اقتصاديًا أعقبه اضطرابات ناجمة عن حروب الأساقفة وسلسلة الحروب الأهلية الإنجليزية والغزو والاحتلال الإنجليزيين.
بعد استعادة الملكية لاسكتلندا، كان هناك انتعاش في التجارة، خاصة إلى إنجلترا ومع الأمريكيتين، وذلك بالرغم من مشاكل التعريفات الجمركية. وانتهت محاولات إنشاء مستعمرة اسكتلندية في أمريكا الوسطى كجزء من مشروع دارين بكارثة في تسعينيات القرن السابع عشر. بعد الاتحاد مع إنجلترا في عام 1707، استمرت تجارة الماشية وإنتاج الفحم في التنامي وتصدر الكتان المجال الرئيسي للإنتاج الصناعي. وكانت هناك تجارة متنامية مع الأمريكيتين، أثمر عنها تشكيل لوردات التبغ في مدينة غلاسكو (وهم مجموعة تجار من مدينة غلاسكو حققوا ثروات هائلة عن طريق تجارة التبغ من مملكة بريطانيا العظمى)، وتجارة السكر والرُّم في مدينة غرينوك، بينما تخصصت مدينة بيزلي بصناعة الملابس. كان هناك أيضًا تطوير للمؤسسات المالية، بما في ذلك بنك اسكتلندا والبنك الملكي الإسكتلندي وشركة الكتان البريطانية، وتحسين وتطوير في الطرُقات، وقد ساعد كلاهما في تسهيل الثورة الصناعية التي كان من شأنها أن تتسارع في أواخر القرن الثامن عشر.

## خلفية

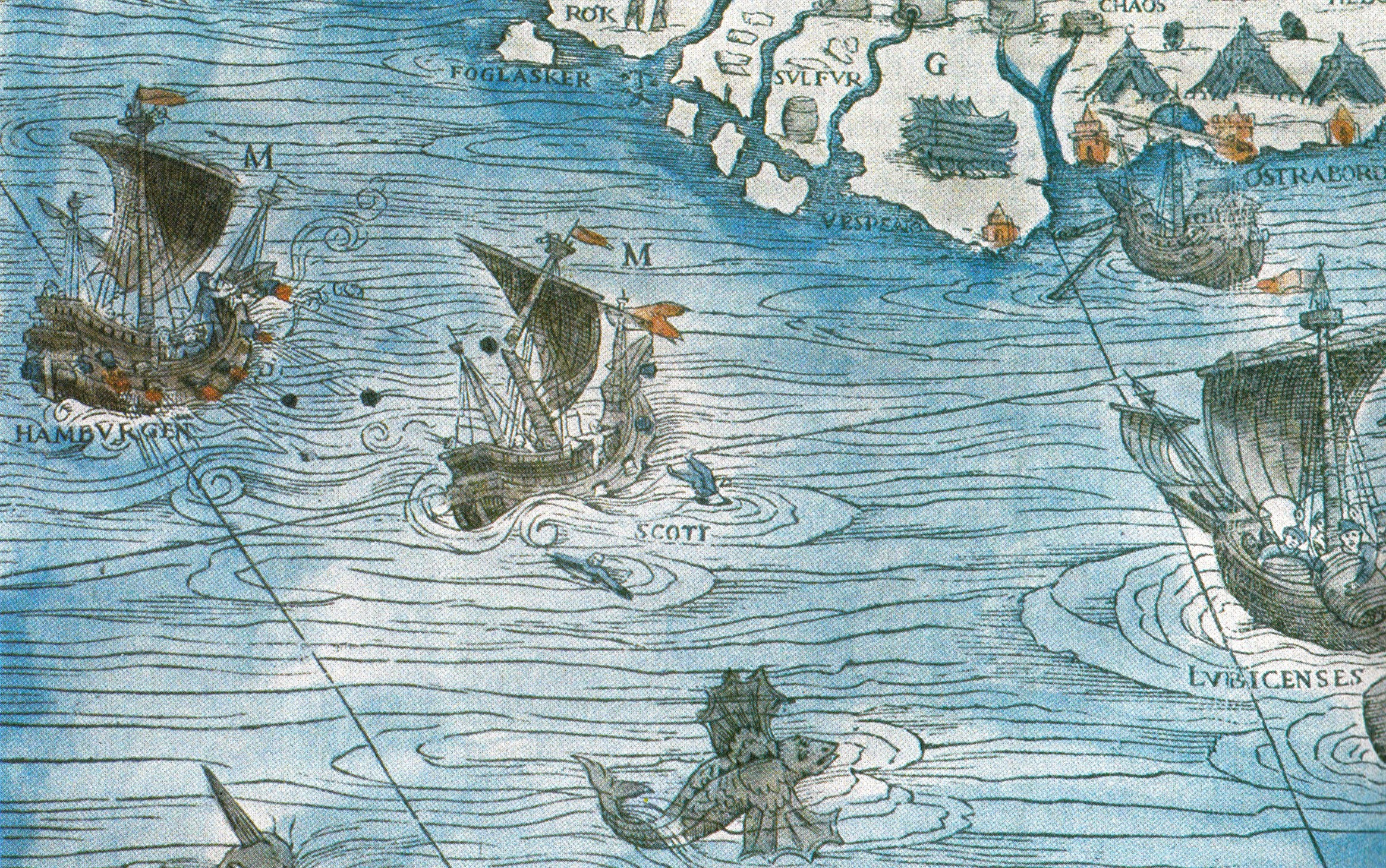
جانب من خريطة تعود للقرن السادس عشر تُظهر تعرض سفينة تجارية اسكتلندية للهجوم من سفينة هانزية.

أدلت المؤرخة الاسكتلندية جيني وورمالد بتعليقها: «إن الحديث عن اسكتلندا كدولة فقيرة هو حقيقة بديهية». في بداية هذه الفترة وفي ظل التضاريس الصعبة والطرق السيئة ووسائل النقل المحدودة، كانت هناك حركة تجارية ضعيفة بين مناطق مختلفة من البلاد ومعظم المستوطنات كان اعتمادها على ما يُنتج محليًا، مع احتياطي قليل جدًا في السنوات السيئة. كانت التجارة الخارجية تحت سيطرة عدد قليل نسبيًا من البلدات الملكية المتمتعة بالحكم الذاتي، في حين كانت البلدات البارونية والكنسية الأصغر ذات الحكم الذاتي، والتي انتشرت بالنصف الثاني من القرن الخامس عشر، بمثابة أسواق محلية ومراكز للحرف اليدوية.
منذ القرن الرابع عشر، كانت الصادرات الاسكتلندية ومعظم الواردات تُوجه من خلال نظام احتكاري يعرف باسم نظام الإنتاج الرئيسي، والذي كان قائمًا في معظم فترة أواخر العصور الوسطى في مدينة بروج الفلمنكية. نقل الملك جيمس الرابع في عام 1508 نظام الإنتاج الرئيسي هذا إلى ميناء صغير في مدينة فيراه في مقاطعة زيلند، وبقي حتى أواخر القرن السابع عشر. كان معظم الصادرات مواد خام، وبخاصة الصوف والفحم والأسماك. أما الواردات الرئيسية فكانت عبارة عن السلع الفاخرة كالقماش، والنبيذ، والفخار والمعدات العسكرية، والمواد الخام النادرة مثل الخشب والحديد. وكان من بين الشركاء التجاريين الرئيسيين خارج هولندا، كلًا من فرنسا والدول الإسكندنافية وإنجلترا. وقد كانت الأخيرة فقط رابع أهم شريك تجاري، إذ كانت أهم بقليل من الموانئ الهانزية والبلطيقية واستوردت بشكل رئيسي الملح والفحم.

## القرن السادس عشر

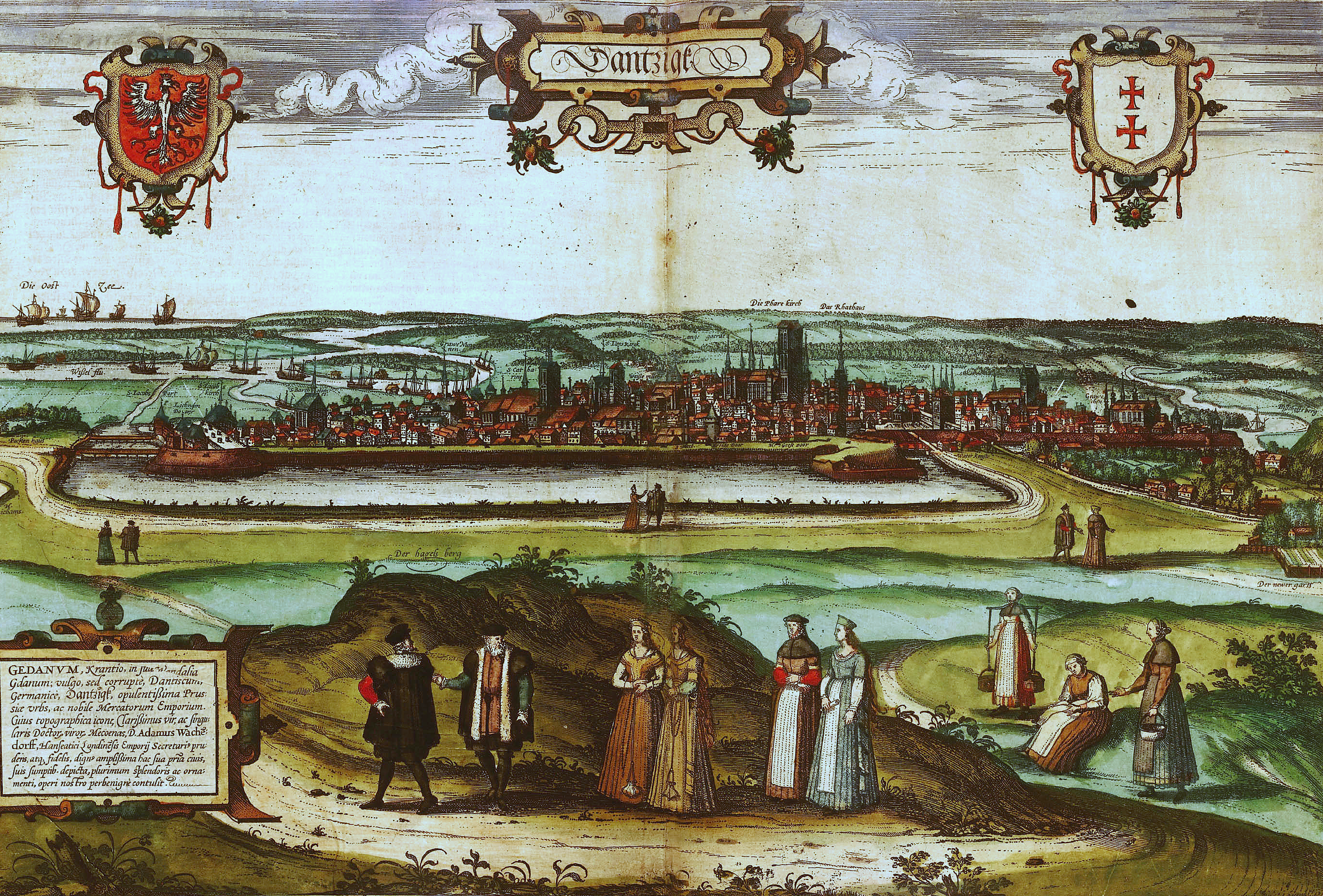
مشهد لدانزيغ عام 1575. لعبت مدينة دانزيغ دورًا حيويًا في تزويد اسكتلندا بما تحتاجه من الحبوب، إضافةً إلى أنها مثّلت محطة للتجار الاسكتلنديين

في بداية القرن السادس عشر، ازدهرت التجارة التي كانت في مستوى متدنِ في ثلاثينيات القرن السادس عشر، إلا أنها تضررت جراء غزوات «التودد العنيف» (Rough Wooing) الإنجليزية اندلعت في أربعينيات القرن السادس عشر. وشهدت اسكتلندا منذ أواسط القرن السادس عشر انخفاضًا في الطلب على صادرات القماش والصوف إلى أوروبا. فكان رد الاسكتلنديين ببيع كميات أكبر من السلع التقليدية، وزيادة إنتاج الملح والفحم وأسماك الرنجة. أما فترة أواخر القرن السادس عشر فقد شهدت حقبة من الاضطرابات الاقتصادية، ويُرجح أنها تفاقمت بسبب زيادة الضرائب وانخفاض قيمة العملة. ففي في عام 1582، ساوى الجنيه الفضة 640 شلنًا، لكن في عام 1601 أصبح 960 شلنًا وكان سعر الصرف مع إنجلترا 6 جنيهات إسكتلندية إلى جنيه إسترليني واحد وذلك في عام 1565، إلا أنه انخفض إلى قيمة افتراضية قدرها 12 جنيه إسترليني بحلول عام 1601. وارتفعت الأجور سريعًا، بنحو أربع أو خمس مرات وذلك بالفترة بين عام 1560 وحتى نهاية القرن، إلا أنها فشلت في مواكبة هذا التضخم. وقد تخلل هذا الوضع انهيارات متكررة في مواسم الحصاد، حيث شهدت تقريبًا نصف سنوات النصف الثاني من القرن السادس عشر نقصًا في المؤن على المستوى الوطني والمحلي، ما استلزم شحن كميات كبيرة من الحبوب من بحر البلطيق، وسُميت باسم «حالة الطوارئ في صوامع حبوب إسكتلندا». إذ تمت عمليات الشحن هذه على وجه الخصوص من بولندا عبر ميناء دانزيغ، ولاحقًا عبر مينائي كونيجسبيرج وريغا، وأصبحت عمليات شحن الحبوب الروسية، والموانئ السويدية ذات أهمية. وكانت هذه التجارة هامة جدًا بحيث ساهمت في تأسيس المستعمرات الإسكتلندية في هذه الموانئ.
كانت الثروات الناتجة عن تجارة التصدير للبلدات الإسكتلندية المتمتعة بالحكم الذاتي تتغير على مدار القرن. وشهدت مدينة هدينغتون، التي كانت إحدى المراكز التجارية الرئيسية في أواخر العصور الوسطى انهيار حصتها من الصادرات الأجنبية في القرن السادس عشر. أما مدينة أبردين فحافظت على ثبات حصتها من التجارة خلال معظم القرن، إلا أنها تراجعت في العقد الأخير. في حين تزايدت أهمية الموانئ الصغيرة الموجودة في مقاطعة فايف وكانت لمدينة إدنبرة حصة متزايدة من التجارة من خلال ميناءها الشمالي ليث. وفي عام 1480، شكلت إدنبرة 54% من عائدات التصدير وازدادت بعد قرن لاحق لتصبح 75%. ما أجبر الموانئ الأصغر على التنويع في البضائع والسلع الأخرى وعلى تعهد المزيد من التجارة الشاطئية. على العموم كانت التجارة الخارجية في حالة من النمو منذ سبعينيات القرن السادس عشر، وحصلت مدينة إدنبرة على نصيب الأسد منها.